# أولیفيتي (شركة)
أوليفيتي س.ب.أ هي شركة إيطالية مصنّعة لأجهزة الكمبيوتر والأجهزة اللوحية والهواتف الذكية والطابعات ومنتجات الأعمال الأخرى مثل الآلات الحاسبة وأجهزة الفاكس. يقع المقر الرئيسي للشركة في إيفريا، في مدينة تورينو الحضرية، وكانت الشركة جزءًا من مجموعة TIM منذ عام 2003. أنتجت هذه الشركة أحدى أوائل الآلات الحاسبة المكتبية التجارية القابلة للبرمجة، بروغراما 101، حيث أنتجتها أوليفيتي عام 1964 وحققت نجاحًا تجاريًا.[بحاجة لمصدر]

## التاريخ

### التأسيس

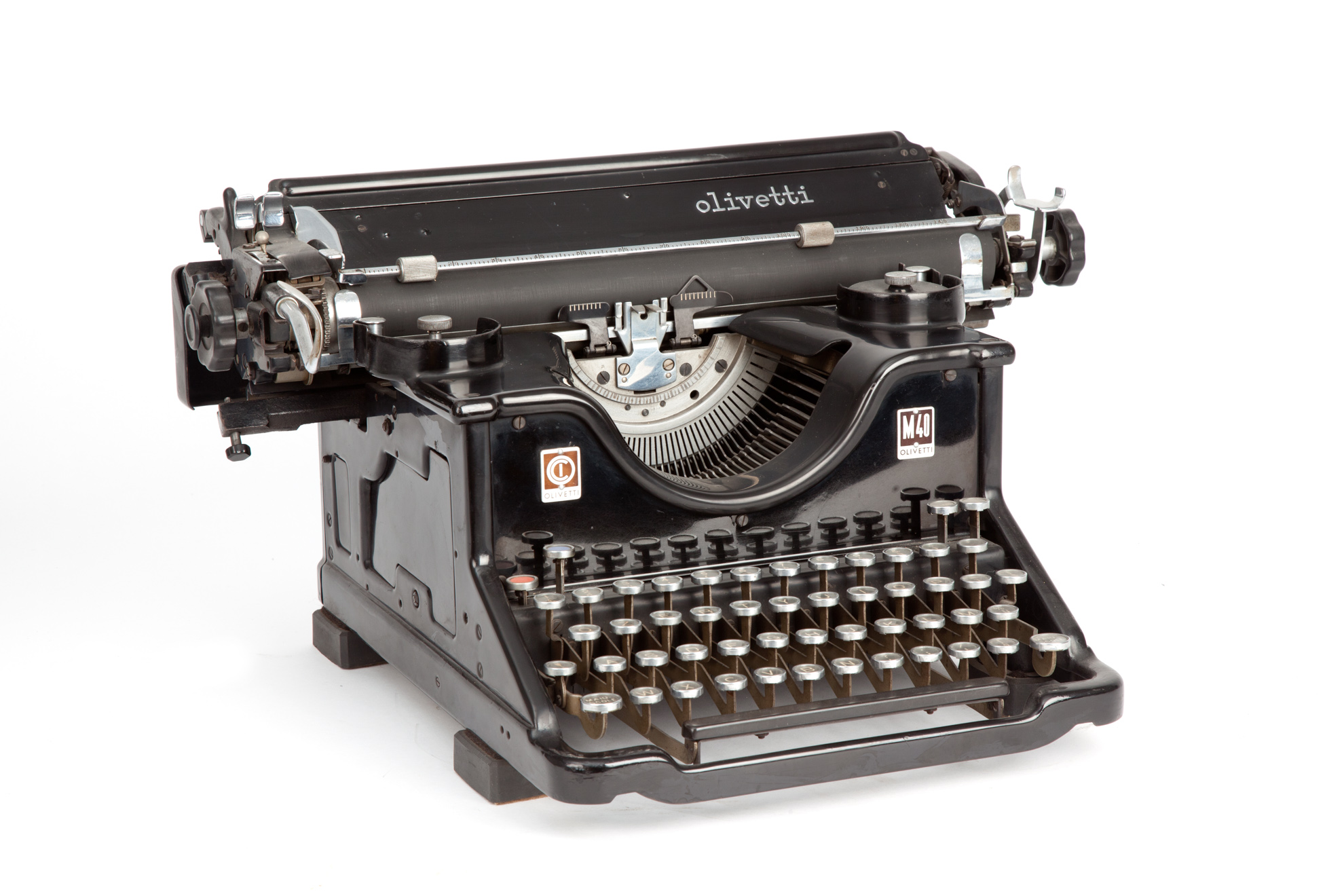
آلة كاتبة أوليفيتي M40 من عام (1930)، صممها كاميليو أوليفيتي مع غينو ليفي مارتينولي (متحف ليوناردو دا فينشي الوطني للعلوم والتكنولوجيا، ميلان).

أسّس كاميليو أوليفيتي الشركة كشركة مصنّعة للآلة الكاتبة في عام 1908 في بلدية تورينو في إيفريا الواقعة في إيطاليا. طوّر الشركة ابنه أدريانو أوليفيتي، الذي أدت رؤيته ليس فقط إلى توسع الشركة في جميع أنحاء العالم ونجاحها تجارياً، بل أثرت أيضًا على ممارسة الأعمال والسياسة والثقافة.
افتتحت أوليفيتي أول مصنع لها في الخارج في عام 1930، وأطلقت الآلة الحاسبة Divisumma الكهربائية في عام 1948. أنتجت أوليفيتي أول كمبيوتر إلكتروني في إيطاليا، وهو Elea 9003 القائم على الترانزستور في عام 1959، واشترت شركة أندروود للآلات الكاتبة في ذلك العام. في عام 1964، باعت الشركة قسم الإلكترونيات إلى شركة جنرال إلكتريك الأمريكية. من أجل التأهل للحصول على قروض جديدة، اشترط المصرفيون بيع القسم الإلكتروني لأوليفيتي إلى شركة جنرال إلكتريك. واصلت تطوير منتجات الحوسبة الجديدة من تلقاء نفسها؛ فأنتجت بروغراما 101، وهي واحدة من أولى الآلات الحاسبة القابلة للبرمجة المنتجة تجاريًا. في السبعينيات والثمانينيات من القرن العشرين، كانت أوليفيتي أكبر شركة مصنعة لأجهزة المكاتب في أوروبا وثاني أكبر بائع لأجهزة الكمبيوتر بعد شركة آي بي إم في أوروبا.
عام 1980، بدأت أوليفيتي التوزيع في إندونيسيا من خلال شركة دراغون للحاسبات والاتصالات.
عام 1981، ركّبت أوليفيتي أنظمة التصويت الإلكتروني للبرلمان الأوروبي في ستراسبورغ ولوكسمبورغ.
في سبتمبر 1994، أطلقت الشركة فرع أوليفيتي تيليميديا برئاسة إلسيرينو بيول.
منذ عام 2003، أصبحت أوليفيتي جزءًا من مجموعة تيليكوم إيطاليا من خلال الاندماج.

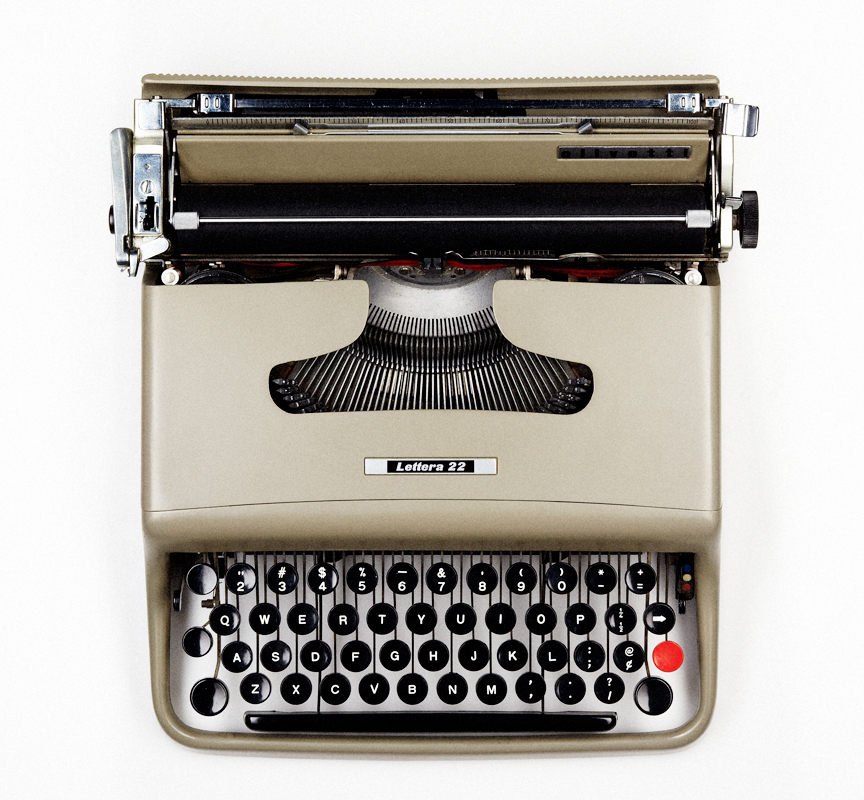
الآلة الكاتبة أوليفيتي ليتيرا 22، التي صممها مارسيليو نيزولي عام 1950

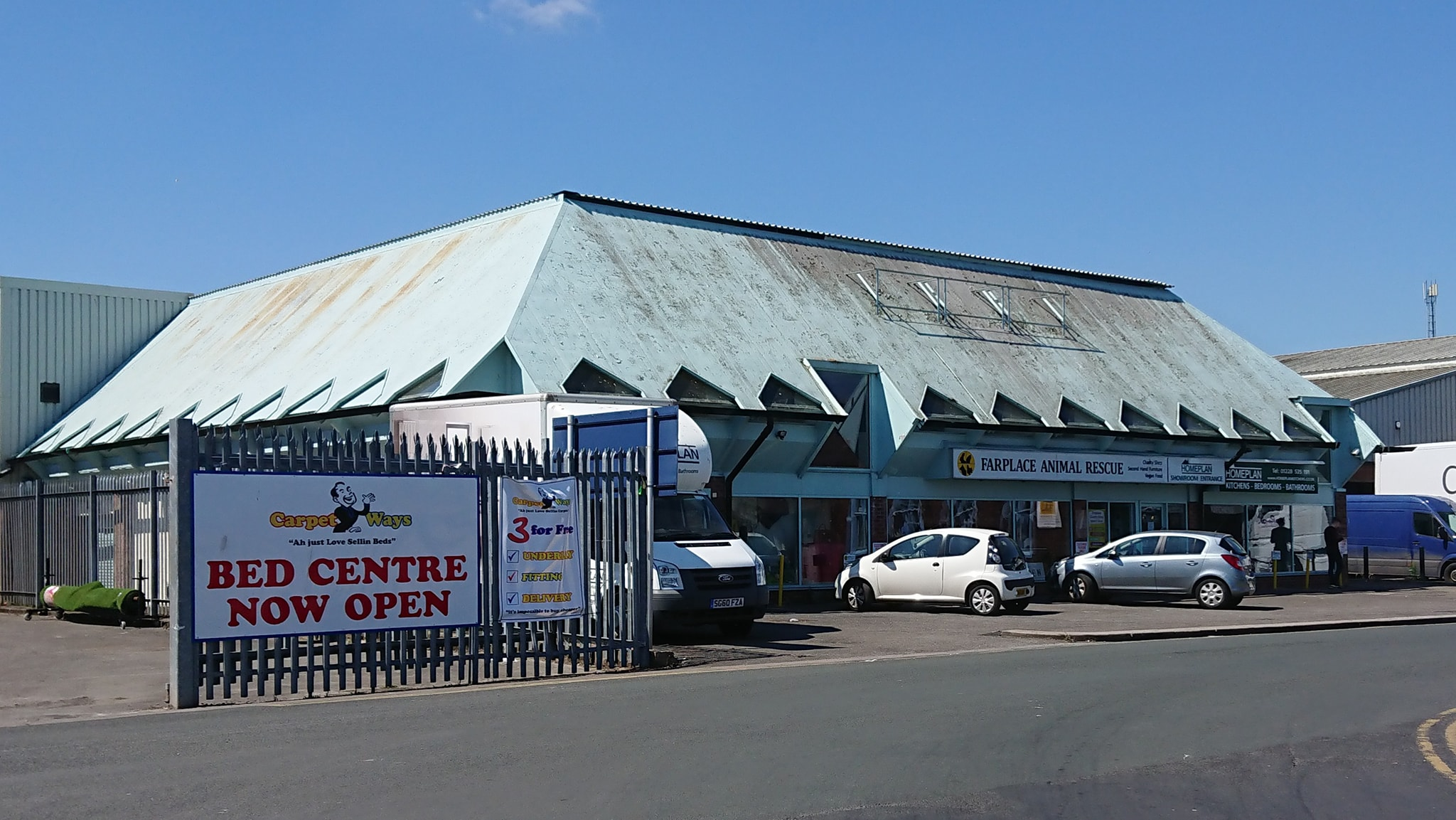
فرع أوليفيتي السابق في كارلايل، المملكة المتحدة

## نهاية أوليفيتي كشركة منفصلة
في التسعينيات، واجهت أعمال الكمبيوتر في أوليفيتي صعوبة كبيرة، بسبب المنافسة من الشركات الأمريكية والشركات المصنعة الجديدة في تايوان التي أنتجت مكونات رخيصة لأجهزة الكمبيوتر مثل أسوس وميكروستار إنترناشيونال وجيجابايت وغيرها، والتي استفاد منها بناة النظام المحليون كثيرًا لتقديم أجهزة كمبيوتر أرخص من تلك التي صممتها أوليفيتي. كانت الشركة على وشك الانهيار وكانت بحاجة إلى دعم حكومي للاستمرار.[بحاجة لمصدر]
عام 1992، أعلنت شركة ديجيتال إكوبمينت عزمها على الاستثمار في أوليفيتي، بما يقرب من 10٪ من الحصة المقدرة بحوالي 300 مليون دولار، وسط موجة من الاستثمار الأمريكية في الشركات الأوروبية. كانت شركة ديجيتال تعيد بالفعل بيع نماذج أجهزة الكمبيوتر الشخصية من أوليفيتي في أوروبا، وقدم الاستثمار فرصة لاعتماد معالج ألفا من ديجيتال في منتجات أوليفيتي للأعمال. كان من المقرر تنفيذ برنامج الاستثمار على خطوتين على مدى 18 شهرًا، مدعومًا بشراء أسهم إضافية. ظلت ديجيتال مشترياً مهمًا لطابعات الليزر وأجهزة الكمبيوتر المحمولة من أوليفيتي، لكنها بدأت في تصنيع أجهزة الكمبيوتر الشخصية الخاصة بها وخططت لإنتاج منتجات الكمبيوتر المحمول الخاصة بها. وفي الوقت نفسه، كانت أوليفيتي بطيئة في تقديم المنتجات القائمة على معالج ألفا، أي لم تكن قادرة على تسويق نماذج قائمة على منتجات شركة ديجيتال الخاصة. مع تعرض ديجيتال لضغوط مالية وتعرّضها لخسائر ربع سنوية وتكبدها تكاليف زائدة عن الحاجة، باعت الشركة حصتها - التي يُذكر بأنها وصلت إلى 7.8٪ - مقابل 150 مليون دولار.
كانت شركة في مرحلة انتقالية، وقد انتقلت من أعمال الآلة الكاتبة إلى أجهزة الكمبيوتر الشخصية قبل تبني الاتصالات بين عامي 1997 و1999، وأطلقت الشركة الكمبيوتر الشخصي في عام 1997 وتخلّت عن أعمالها في مجال خدمات الكمبيوتر في عام 1998. في هذه العملية فقدت حوالي ثلاثة أرباع موظفيها.[بحاجة لمصدر]
في عام 1999، استحوذت شركة Bell SA ومقرها لوكسمبورغ على حصة كبيرة في أوليفيتي، لكنها باعتها إلى كونسورتيوم يضم مجموعتي بيريللي وبينيتون بعد ذلك بعامين. ثم أطلقت أوليفيتي عرضًا عدائيًا لشركة تيليكوم إيطاليا في فبراير 1999. في معركة استحواذ ضد شركة دويتشه تيليكوم، حصل اندماج بقيمة 82 بليون دولار في أبريل 1999،  فازت أوليفيتي في هذه المعركة وسيطرت على 52.12٪ من شركة تيليكوم إيطاليا الاحتكارية، مشغّل الهاتف الثابت والهاتف المحمول رقم 1 في إيطاليا. ومع ذلك، فإن هيكل ملكية أوليفيتي\تيليكوم إيطاليا المدمج كان معقدًا ومتعدد المستويات، حيث استحوذت أوليفيتي على حوالي 16 مليار دولار من الديون الإضافية. عرفت هذه القضية باسم "قضية Olivetti / Telecom Italia" بسبب الأمور السرية غير السارة وراءها.
بعد إعادة التنظيم عام 2003، أصبحت أوليفيتي شركة خدمات تقدم المعدات والأنظمة المكتبية التابعة لشركة تيليكوم إيطاليا. على الرغم من الاندماج والاستحواذ، إلا أن أوليفيتي حافظت على هوية منفصلة باسم أوليفيتي تيكنوست.

## إعادة الانطلاق واستئناف إنتاج الكمبيوتر
عام 2005، أعادت تيليكوم إيطاليا إطلاق الشركة في قطاع تكنولوجيا المعلومات، باستثمار قدره 200 مليون يورو؛ في البداية، استعيدت ماركة أوليفيتي الأصلية، ثم استبدلت بـ أوليفيتي تيكنوست. وذلك عام 2003. في عام 2007، أطلقت أوليفيتي "LINEA_OFFICE"، الذي صممه جاسبر موريسون لشركة أوليفيتي، وهو خط جديد من أجهزة الكمبيوتر والحواسيب المحمولة والطابعات وأجهزة الفاكس والآلات الحاسبة. تعمل أوليفيتي اليوم في إيطاليا وسويسرا، ولديها شركاء مبيعات في 83 دولة.
في مارس 2011، بدأت أوليفيتي بإنتاج OliPad، أول كمبيوتر لوحي لها، يتميز بشاشة مقاس 10 بوصات، 3G، واي فاي، اتصال بلوتوث، Nvidia Tegra 2، أندرويد 2.2.2 وشاشة 1024 × 600. وأطلقت مجموعة تطبيقات مصممة خصيصًا للأعمال والمعاملات الحكومة. في عام 2014 بيع قسم البحث والتطوير التابع للشركة والواقع في أرناد لشركة SICPA.

## الهواتف الذكية
عام 2013، أطلقت أوليفيتي سلسلة من الهواتف الذكية تسمىأوليفون:
- أوليفيتي أوليفون M8140
- أوليفيتي أوليفون Q8145
- أوليفيتي أوليفون Q8150
- أوليفيتي أوليفون Q9047
- أوليفيتي أوليفون WG451
- أوليفيتي أوليفون WG501

## روابط خارجية
- الموقع الرسمي
- "History of Olivetti". تيليكوم إيطاليا. مؤرشف من الأصل في 2019-11-27.
- "Picture of a 1983 office featuring an Olivetti M24". مؤرشف من الأصل في 2022-08-22.
- "Olivetti Poster, a work of art". متحف فكتوريا وألبرت. مؤرشف من الأصل في 2022-10-04. اطلع عليه بتاريخ 2007-11-19.
- "History of Olivetti - SEQ Corporation, Stockholm, Sweden". مؤرشف من الأصل في 2022-11-13.